# Koufomloum
Koufomloum est un village du Cameroun situé dans le département du Noun et la Région de l'Ouest. Il fait partie de l'arrondissement de Foumban.

## Population
En 1966-1967, la localité comptait 480 habitants, principalement des Bamoun et des Bororo. Lors du recensement de 2005, on y a dénombré 1 046 personnes.

## Infrastructures
Koufomloum dispose d'une école et d'un marché bi-hebdomadaire qui se tient le lundi et le vendredi.